# Bettina Soriat
Bettina Soriat (født d. 16. marts 1967) er en østrigsk sangerinde, som repræsenterede Østrig ved Eurovision Song Contest 1997 med sangen "One step". 